# Stirling Castle (Schiff)
Die Stirling Castle war ein 1936 in Dienst gestelltes Passagierschiff, das für die britische Reederei Union-Castle Line im Passagier- und Postverkehr zwischen Großbritannien und Südafrika eingesetzt wurde. Sie und ihr Schwesterschiff Athlone Castle waren Geschwindigkeits-Rekordbrecher und gehörten zu den größten vor dem Zweiten Weltkrieg gebauten Schiffen der Union-Castle Line. 1966 wurde sie in Japan verschrottet.

## Geschichte

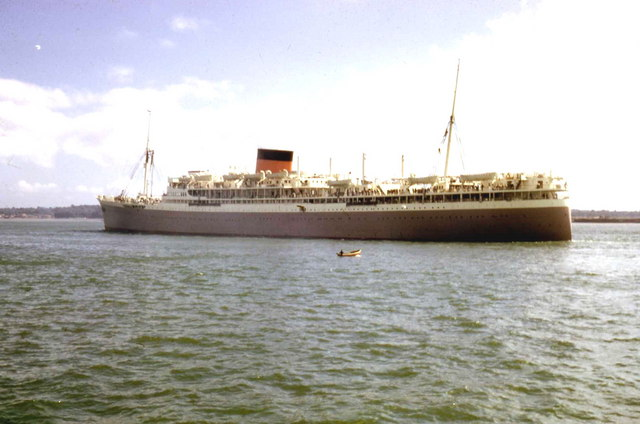
Die Stirling Castle beim Auslaufen aus Southampton, Juni 1962

Das 25.550 BRT große Motorschiff Stirling Castle wurde auf der Werft Harland & Wolff im nordirischen Belfast gebaut und lief am 15. Juli 1935 vom Stapel. Das 223,72 Meter lange und 25,29 Meter breite Schiff hatte einen Schornstein, zwei Masten und zwei Propeller. Das Schiff wurde von zwei zehnzylindrigen Dieselmotoren von Burmeister & Wain angetrieben, die 24.000 bhp (Brake Horsepower) leisteten und eine Geschwindigkeit von 19,5 Knoten ermöglichten. An Bord war Platz für 246 Passagiere in der Ersten Klasse und 538 in der Kabinenklasse. Das Schiff wurde nach dem gleichnamigen Schloss in Schottland benannt. Die Stirling Castle war das Schwesterschiff der baugleichen Athlone Castle (25.564 BRT), die am 28. November 1935 ebenfalls bei Harland & Wolff vom Stapel lief.
Nach ihrer Fertigstellung am 29. Januar 1936 lief die Stirling Castle am 7. Februar 1936 in Southampton zu ihrer Jungfernfahrt nach Kapstadt aus. Am 4. September 1936 stellte sie einen neuen Geschwindigkeitsrekord auf dieser Route auf, als sie Kapstadt nach einer Fahrtzeit von 13 Tagen, sechs Stunden und 30 Minuten erreichte. Den bisherigen Rekord hatte seit 1893 die Scot der Vorgängerreederei Union Line gehalten. Am 19. Oktober 1940 wurde die Stirling Castle als Truppentransporter mit einer Kapazität für 5000 Soldaten angefordert und fuhr unter anderen in WS-Geleitzügen. 1942 war sie das Flaggschiff des ersten Konvois, der Brasilien nach der Kriegserklärung der USA an das Deutsche Reich verließ. Ab 1943 lief sie von den Vereinigten Staaten aus und hatte auf einer Fahrt über 6000 Männer an Bord. Während seiner Einsatzzeit legte das Schiff 505.000 Seemeilen zurück und transportierte 128.000 Soldaten.
Im Oktober 1947 wurde sie wieder dem Postdienst der Union-Castle Line übergeben und mit neuen Passagierunterkünften für 243 Reisende in der Ersten Klasse und 540 in der Touristenklasse ausgestattet. Am 30. November 1965 lief sie am Ende ihrer letzten Überfahrt in Southampton ein. In den folgenden Monaten wurde sie noch für Nordafrika-Kreuzfahrten genutzt, bis sie am 1. Februar 1966 nach Japan aufbrach. Am 3. März 1966 traf das Schiff in Mihara ein, wo es kurz darauf bei Nichimen Kagaku Kogyo K.K. abgewrackt wurde.